# Hrvatski ragbijski kup 2008.
Rezultati hrvatskog kupa u ragbiju za sezonu 2008/09.:
Kup se igrao usporedno sa sezonom 2008/09.; natjecanja se završavaju unutar 2008. godine.

## Natjecateljski sustav
Igra se po jednostrukom kup-sustavu. Dvije momčadi koje ne budu igrale četvrtzavršnicu će biti gostima u poluzavršnici. Završnica će se igrati u regiji Zagreb.

## Sudionici
Sudjeluje šest klubova: Knin, Makarska rivijera iz Makarske, Mladost iz Zagreba, Nada iz Splita, Vilani iz Krasice, i Zagreb.

## Rezultati
- četvrtzavršnica

25. listopada 2008.:

Knin - Zagreb
Pobjednik ovog susreta igra kao domaćin protiv Mladosti iz Zagreba.
Split, 8. studenog 2008.:

Nada - Makarska rivijera 43:12 (26:12)
Pobjednik ovog susreta igra kao domaćin protiv Vilana iz Krasice.
- poluzavršnica

Zagreb, 15. studenog 2008.:

Zagreb - Mladost 24:7 

Split, 15. studenog 2008.:

Nada - Vilani 98:0 
- završnica

6. prosinca 2008.:

Nada - Zagreb

## Vanjske poveznice
- Rugby.hr  Arhivirana inačica izvorne stranice od 5. ožujka 2016. (Wayback Machine) Hrvatski ragbijaški Kup 2008. godine